# Kisteremia
Teremi, Kisteremia románul: Teremia Mică falu Romániában, a Bánságban, Temes megyében.

## Fekvése
Máriafölde közelében, Nagyszentmiklóstól délnyugatra fekvő település.

## Története
Kisteremia, Terem(alja)telek Árpád-kori település. Nevét már 1256-ban említette oklevél Teremteluk néven.
1274-ben Teremalya a Csanád nemzetség ősi birtokai közé tartozott. A nemzetség tagjai 1256-ban  osztoztak meg rajta. Ekkor az osztálylevél szerint öt faluhellyel együtt a Vaffa-utódoknak jut. Ezek 1274-ben ugyancsak megosztozván, egy halastóval együtt a Makófalviak ősei kapják.
1450-ben Terem, 1458-ban p. Theremy, 1561-ben Kvtaz Teremy, 1564-ben Kwtas Teremy, 1658-bsn Teremely, 1723-ban Teremia néven írták.
A település az egykori Kutas-Teremi helyén épült. Kutasteremi a török hódoltság alatt, a Temesvár visszavétele alkalmával indított hadjáratok alkalmával elpusztult; egy ideig marhakereskedőktől bérelt legelő volt, majd a temesvári igazgatóság e pusztára Vesztfáliából, Elzászból és Lotaringiából származó német és francia gyarmatosokat telepített, akik két községet alapítottak itt, Marienfeldet és Albrechtsflurt. Az utóbbi a mai Teremi.
A telepítést Neumann temesvári igazgatósági tanácsos, 1770-71 közötti években fejezte be.
Az első település alkalmával 80 házat építtetett, de a község lakossága rövidesen újabb települőkkel gyarapodott, 1838-ban már 1176 lakosa volt. Ekkor gróf Nákó Sándor volt a földesura.
1856-ban felépült római katolikus temploma; 1770-ben már iskolájuk is volt.
1849. augusztus 6-án Dembinszky Henrik honvéd tábornok hadát, mely a szőregi csata után Temesvár felé húzódott, az osztrákok itt érték utol, heves összeütközés ellenére sem tudták a honvédeket útjuk folytatásában meggátolni.
1873-ban pedig a településen nagy kolerajárvány volt.
1910-ben 1230 lakosából 1200 németajkú volt (97,6%), magyar és oláh nemzetiségű 15-15 lakott itt (1,2-1,2%). Ezzel Torontál vármegye Nagykikindai járásának legnémetebb helysége volt Teremi. Vallásilag még homogénebb volt a lakosság: 98,9% a római katolikus vallást követte, az ortodoxok száma 10 fő volt.
A 2002-es népszámláláskor 640 lakosából 608 román, 15  magyar volt.

## Neves személyek
- Itt született 1849-ben Obelcz József piarista áldozópap és főgimnáziumi tanár.

## Források

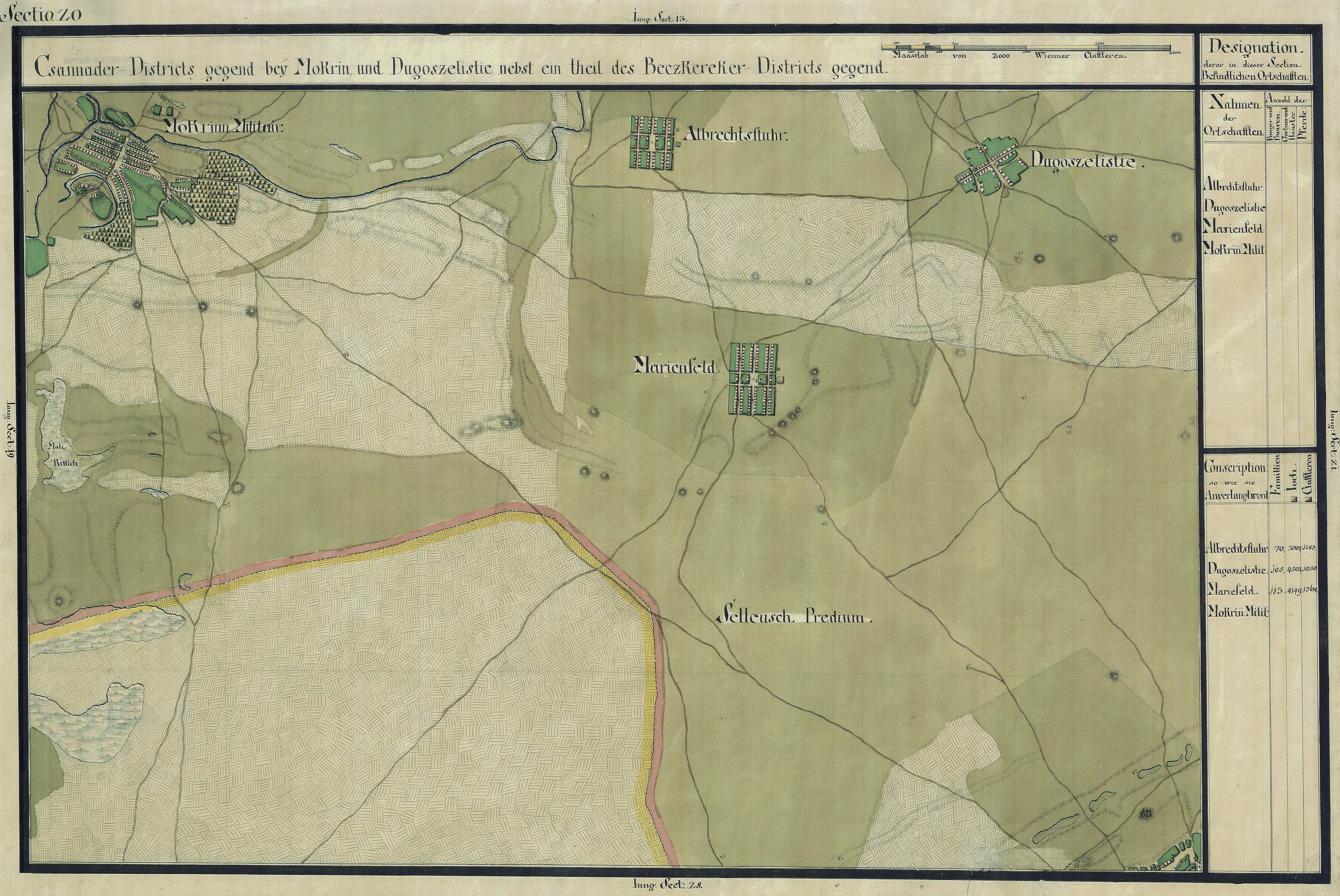
Kisteremia egy régi térképen